# Acrophylla titan
Acrophylla titan is een insect uit de orde Phasmatodea en de  familie Phasmatidae. De wetenschappelijke naam van deze soort is voor het eerst geldig gepubliceerd in 1826 door Macleay.
1. ↑  (en) Acrophylla titan op de IUCN Red List of Threatened Species.